# アヴラム・グラント
アヴラハム・”アヴラム”・グラント（Avraham "Avram" Grant、ヘブライ語表記：אברהם "אברם" גרנט）は、イスラエル・ペタク・チクヴァ出身のサッカー指導者。

## 経歴
1972年、18歳の時に地元クラブのハポエル・ペタク・チクヴァFCのユースチームコーチとして指導歴を始め、1986年にトップチームの監督に昇格し、カップ戦優勝などをもたらした。1991年には同じイスラエルのマッカビ・テル・アビブFC監督となり、1995年までの4シーズンでイスラエル・プレミアリーグで2度優勝した。その後もイスラエルのクラブで指揮を執り、2000年から監督となったマッカビ・ハイファFCでは同リーグ2連覇を達成した。
国内での実績を買われ、2002年にイスラエル代表の監督に就任し、UEFA欧州選手権2004予選と2006 FIFAワールドカップ・ヨーロッパ予選（W杯ドイツ大会予選）で指揮を執ったが、いずれもグループ内で3位となり、双方で本大会出場を逃した。ただし、W杯予選ではヨーロッパ予選のグループ4を10試合で4勝6分と無敗で終え、1位で本大会出場（本大会で準優勝）を決めたフランスとは勝ち点2差、2位でプレーオフに回った後に本大会に出場したスイスとは同勝ち点で並び、1970 FIFAワールドカップ（W杯メキシコ大会）以来のW杯本大会出場に近づいた。
グラントはロシア語に堪能で、イングランド・プレミアリーグのチェルシーFCのオーナーであり、自らもユダヤ系であるロマン・アブラモヴィッチと親しかったことから、2007年にチェルシーのフットボールディレクターに就任。同年の9月20日にジョゼ・モウリーニョ監督が辞任したことによりチェルシーの監督に就任（厳密にはUEFAのコーチングライセンス不所持のため暫定監督の扱い）。イングランドでの知名度は低かった上、就任当初はマンチェスター・ユナイテッドに0-2で敗戦するなど波に乗れなかったが、その後のUEFAチャンピオンズリーグ（同2007-08年シーズン）でのバレンシアCF戦で逆転勝利するなど徐々に復調。マンUとの優勝争いにも最後まで絡み、UEFAチャンピオンズリーグにおいてもクラブ史上初となる決勝進出を成し遂げたが、プレミアリーグでは最終節でマンUに及ばず、同チームとの直接対決となったチャンピオンズリーグ決勝でも延長・PK戦の末に敗れ、どちらもタイトル獲得はならなかった。2つの国内カップ戦も連覇を果たせず、4季ぶりに無冠となり、プレースタイルもクラブ首脳の評価を得られなかったため、契約を3年以上残し辞任した。
2009年10月はじめ、ポーツマスFCのテクニカル・ディレクターに就いた。クラブが最下位に低迷してポール・ハート監督が解任されたことから、11月26日にポーツマスの監督に就任した。だが経営難による勝ち点剥奪もあり降格、グラントもシーズン終了後に辞任した。リーグ残留は果たせなかったが、FAカップでは準優勝を達成、これがポーツマスへの置き土産となった。
2010年7月、ウェストハム・ユナイテッドFCの監督に4年契約で就任。ジャンフランコ・ゾラの指揮で辛うじて残留圏内の17位に終わった前シーズンからのチーム強化が期待されたが、カップ戦での健闘はあったもののプレミアリーグでは苦戦し、2011年5月15日のウィガン・アスレティックFC戦に敗れてリーグ戦を1試合残してのチャンピオンシップ降格が決定した日にグラントは監督を解任された。
2012年1月、セルビア・スーペルリーガのパルチザン・ベオグラード監督に就任。リーグ優勝を達成したものの、シーズン終了後に辞任した。
その後、テロ・サーサナでのテクニカルディレクター職を経て、2014年11月27日にガーナ代表監督に就任。契約期間は2年間。就任後すぐに行われたアフリカネイションズカップ2015では前評判は高くなかったが、グループリーグを首位で通過、決勝ではコートジボワール代表にPK戦の末、敗れたが準優勝に導いた。
2017年2月、アフリカネイションズカップ2017で4位に入ったことを最後にガーナ代表監督を辞任した。

## 人物

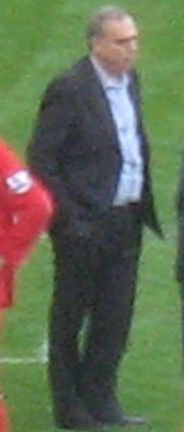
アヴラム・グラント

- チェルシーのライバルにあたるアーセナルのアーセン・ベンゲルとはイスラエル代表監督時代にグラントがアーセナルの練習を見学に訪れたこともあり、知人でもある。ベンゲルによれば「試合に関して豊富な知識を持っているとても知的な人物」。イングランドに来た当初はポーツマスのテクニカルディレクターを務めていた為、フランク・ランパードの叔父であるハリー・レドナップ監督は元上司にあたる。
- チェルシー監督としては前任のモウリーニョとは反対に審判批判を嫌い、悪評高かった判定への文句の際の審判囲い込みも無くなった。モウリーニョがいた時に恒例だったベンゲルなどへの試合前の舌戦も当然無くなった。ランパードによれば、モウリーニョの時より対話を重視しミーティングも増え、フットボール以外にも豊富な知識がありよく有名スポーツ選手のたとえ話をしてくれるという。
- イスラエルの女優兼テレビパーソナリティーで、同郷であるペタハ・ティクバ出身のTzofit Grant夫人との間に息子と娘がいる。ポーツマス時代は単身赴任だったが、チェルシーの監督に就任後は家族もイングランドに移り住んだ。
- 父親メイアはポーランド・マゾフシェ県ムワヴァ出身で、第二次世界大戦の間はソビエト連邦に抑留されてシベリアに追放された。また、父親の家族の大半（アヴラムから見たら祖父母や叔父叔母など）はナチス・ドイツによるユダヤ人への大量虐殺であるホロコーストにより亡くなった。アヴラム自身も敬虔なユダヤ教徒で、チェルシー監督としてUEFAチャンピオンズリーグ決勝進出を決めた2008年4月30日はヨム・ハショア（ホロコースト記念日）だった事について触れて勝利に感謝し[5]、ウェストハム監督だった2010年9月18日のストーク・シティFC戦にはユダヤ教の贖罪の日であるヨム・キプールと重複した事を理由にベンチ入りせず[6]、コーチのゼリコ・ペトロビッチが指揮を執った試合は1-1で引き分けになった。
- ガーナ代表監督就任後の2015年1月には、父親の祖国であるポーランド国籍を取得している。これはグラントはイスラエル人であるため、イスラエルの敵対国であるアラブ諸国やアフリカの一部の国へ入国が出来ないためである[7]。

## 監督成績
| クラブ                       | 就任           | 退任          | 記録 | 記録 | 記録 | 記録 | 記録   |
| クラブ                       | 就任           | 退任          | 試合 | 勝   | 分   | 負   | 勝率 % |
| ---------------------------- | -------------- | ------------- | ---- | ---- | ---- | ---- | ------ |
| ハポエル・ペタク・チクヴァ   | 1986年         | 1991年        | 158  | 72   | 52   | 34   | 045.57 |
| マッカビ・テル・アビブ       | 1991年         | 1995年        | 193  | 125  | 31   | 37   | 064.77 |
| ハポエル・ハイファ           | 1995年         | 1996年        | 30   | 19   | 7    | 4    | 063.33 |
| マッカビ・テル・アビブ       | 1996年         | 2000年        | 172  | 87   | 29   | 56   | 050.58 |
| マッカビ・ハイファ           | 2000年         | 2002年        | 77   | 48   | 21   | 8    | 062.34 |
| イスラエル                   | 2002年         | 2005年        | 33   | 14   | 13   | 6    | 042.42 |
| チェルシー                   | 2007年9月20日  | 2008年5月24日 | 54   | 36   | 12   | 6    | 066.67 |
| ポーツマス                   | 2009年11月26日 | 2010年5月21日 | 33   | 10   | 7    | 16   | 030.30 |
| ウェストハム・ユナイテッド   | 2010年6月3日   | 2011年5月16日 | 47   | 15   | 12   | 20   | 031.91 |
| パルチザン                   | 2012年1月13日  | 2012年5月14日 | 16   | 11   | 2    | 3    | 068.75 |
| ガーナ                       | 2014年11月27日 | 2017年2月6日  | 27   | 12   | 8    | 7    | 044.44 |
| ノースイースト・ユナイテッド | 2018年1月4日   |               | 5    | 2    | 1    | 2    | 040.00 |

## タイトル

### 指導者時代
ハポエル・ペタク・チクヴァFC
- トトカップ・レウミット：2回（1989-90、1990-91）

マッカビ・テル・アビブFC
- リーガ・レウミット：2回（1991-92、1994-95）
- グヴィア・ハメディナ：1回（1993-94）
- トトカップ・レウミット：2回（1992-93、1998-99）

マッカビ・ハイファFC
- イスラエル・プレミアリーグ：2回（2000-01、2001-02）
- トトカップ・アル：1回（2001-02）

パルチザン・ベオグラード
- セルビア・スーペルリーガ：1回（2011-12）

個人
- プレミアリーグ月間最優秀監督：2008年4月